# Østrig ved vinter-OL 2014
Østrig deltog ved vinter-OL 2014 i Sotji, som blev afholdt i perioden 7. til 23. februar 2014.

## Medaljer
| 2014 Sochi | Guld | Sølv | Bronze | Total |
| Østrig     | 4    | 8    | 5      | 17    |

Tre guld-, fire sølv- og to bronzemedaljer blev taget i alpint skiløb.